# Batalla de Changping
La batalla de Changping (長平之戰) del 260 aC va ser una campanya militar que va acabar amb una victòria decisiva de l'estat de Qin de la Xina sobre l'estat de Zhao durant el període dels Regnes Combatents. Encara que per als estàndards d'avui en dia és una de les operacions militars més letals de la història, una gran majoria dels soldats de Zhao van ser executats després de la batalla en comptes de morir en el combat. D'aquests, una bona part van morir en ser enterrats vius.

## Invasió de Qin de Shangdang
Qin va envair l'Estat de Han en el 265 aC per capturar la Comandància de Shangdang, el que avui en dia és el sud-oest de la Província de Shanxi. Shangdang estava situat estratègicament a l'oest de Zhao i la seva captura permetria obrir precisament una via d'invasió de Zhao. En quatre anys, l'exèrcit de Qin aïllà la comandància de la resta de Han capturant els principals camins i fortaleses de la Muntanyes Taihang. Shangdang estava a punt de caure.
En lloc d'arriscar-se a veure Qin prenent Shangdang, Han va oferir la comandància a Zhao. El rei Xiaocheng de Zhao (趙孝成王) s'hi va avenir i va enviar Lian Po i un exèrcit per assegurar el territori estratègic de la invasió de Qin. L'exèrcit de Zhao es va topar amb l'exèrcit de Qin, dirigit per Wang He, en l'any 262 aC, a Changping, el sud de Shangdang. Els de Zhao van patir diverses derrotes menors i, havent avaluat l'enemic, Lian Po va decidir que l'única manera de derrotar Qin era replegar-se i restar a la defensiva tot esperant-los.
Zhao construí diverses fortaleses en l'estiu del 260 aC i esperaren que Qin marxés. Qin va aconseguir trencar la defensa una vegada, però no comptava amb la força o l'equipament per treure'n profit. Tot i això, Qin es va negar a marxar, i es va arribar a un punt mort durant tres anys.

## Una nova estratègia
Qin va enviar agents a Zhao i a Han per escampar acusacions sobre el fet que Lian Po era massa covard per lluitar. El rei Xiaocheng de Zhao de seguida es va mostrar desplaent amb l'estratègia de Lian Po. Lian Po va ser reemplaçat per Zhao Kuo, fill del famós i traspassat general de Zhao, Zhao She. Alhora, Qin d'amagat va reemplaçar Wang He pel reconegut general Bai Qi.
Segons la llegenda, un moribund Zhao She li va dir a la seva esposa que mai s'havia de permetre que Zhao Kuo dirigís un exèrcit. Quan Zhao Kuo va ser nomenat general, la Dama Zhao i el ministre Lin Xiangru no pogué persuadir el rei Xiaocheng de cancel·lar el nomenament. Això no obstant, la Dama Zhao va arrencar la promesa del rei que el clan Zhao no seria castigat si Zhao Kuo fallava en la seva missió.